# 2000 (număr)
2000 (două mii) este numărul natural care urmează după 1999 și precede pe 2001 într-un șir crescător de numere naturale.

## În matematică
2000:
- Este un număr par.[1][2]
- Este un număr compus.[3]
- Este un număr abundent.[4][5]
- Este un număr rotund.[6][7]
- Este un număr palindromic[8][9] și repdigit[10] în baza 7 (55557) și în cifre romane (MM).

## În știință

### În astronomie
- 2000 Herschel este un asteroid din centura principală.

## În alte domenii
2000 se poate referi la:
- Y2k, problema anului 2000 privind datările în informatică.